# Volvo NH
Volvo NH är Volvo Trucks lastbil som är anpassad till den sydamerikanska marknaden. Lastbilarna byggs i Volvo Trucks fabrik i Brasilien. Den används för både tunga regionala transporter och för långa fjärrtransporter. Lastbilen är baserad på FH-konceptet. Den finns i vikter från 19 ton till 67 ton och med motoreffekter från 380 hk till 460 hk.